# Nigorella manica
Nigorella manica is een spinnensoort in de taxonomische indeling van de springspinnen (Salticidae).
Het dier behoort tot het geslacht Nigorella. De wetenschappelijke naam van de soort werd voor het eerst geldig gepubliceerd in 1903 door Peckham & Peckham.